# Leptoneta huanglongensis
Leptoneta huanglongensis là một loài nhện trong họ Leptonetidae.
Loài này thuộc chi Leptoneta. Leptoneta huanglongensis được miêu tả năm 1982 bởi Chen, Zhang & D. X. Song.